# جوش نيلسون
جوش نيلسون (بالإنجليزية: Josh Nelson)‏ هو عازف بيانو أمريكي، ولد في 1 أغسطس 1978.

## وصلات خارجية
- جوش نيلسون على موقع IMDb (الإنجليزية)
- جوش نيلسون على موقع ميوزك برينز (الإنجليزية)
- جوش نيلسون على موقع أول ميوزيك (الإنجليزية)
- جوش نيلسون على موقع ديسكوغز (الإنجليزية)
- جوش نيلسون على موقع قاعدة بيانات الفيلم (الإنجليزية)